# Brandegea
Brandegea é um género botânico pertencente à família Cucurbitaceae.

## Espécies
| - Brandegea bigelovii Cogn. - Brandegea bigelowii (S.Watson) Cogn. - Brandegea minima Rose - Brandegea minimus Rose - Brandegea monosperma Cogn. - Brandegea palmeri Rose - Brandegea parviflora S.Watson ex Rose |